# 深海の街 (松任谷由実の曲)
「深海の街」（しんかいのまち）は、松任谷由実の配信限定シングル。

## 概要
- テレビ東京系『ワールドビジネスサテライト』 (WBS) のエンディングテーマとして書き下ろされた曲。タイアップを記念して4月29日の放送回に出演した。翌々日には改元を控えており、この放送回がWBSとしては平成時代における最後の放送となった。
- リリースに合わせ、同曲のMV、全曲ハイレゾ音源の配信が行われ[1]、同曲についてのオフィシャルインタビューが公開された[2]。
- 2020年11月29日放送の『関ジャム 完全燃SHOW』では、本作を収録したアルバム『深海の街』発売プロモーションの一環として松任谷正隆が出演し、本作のデモテープの音源が放送された。デモテープには松任谷由実の誕生日である1月19日に録音したことが吹き込まれていた。
- ミュージックビデオの監督は、関和亮が務めた。
- 桑田佳祐（サザンオールスターズ）はこの曲を絶賛し、自身のラジオ番組『桑田佳祐のやさしい夜遊び』内の企画「桑田佳祐が選ぶ2019年邦楽シングルBEST20」で「もうすぐトップテン」に選出した[3]。

## 収録曲
| #  | タイトル                                | 作詞・作曲 | 編曲       | 時間 |
| -- | --------------------------------------- | ---------- | ---------- | ---- |
| 1. | 「深海の街 -The City in the Deep Sea-」 | 松任谷由実 | 松任谷正隆 | 4:22 |